# Pohár mistrů evropských zemí 1978/1979
Sezóna 1978/79 byla 24. ročníkem Poháru mistrů evropských zemí. Jejím vítězem se stal anglický klub Nottingham Forest FC.

## Předkolo
| Domácí v 1. zápase | Celkem | Hosté v 1. zápase   | 1. zápas | 2. zápas |
| ------------------ | ------ | ------------------- | -------- | -------- |
| AS Monaco          | 3–2    | FC Steaua București | 3–0      | 0–2      |

## První kolo
| Domácí v 1. zápase   | Celkem         | Hosté v 1. zápase  | 1. zápas | 2. zápas |
| -------------------- | -------------- | ------------------ | -------- | -------- |
| AEK Athény           | 7–5            | FC Porto           | 6–1      | 1–4      |
| Nottingham Forest FC | 2–0            | Liverpool FC       | 2–0      | 0–0      |
| Real Madrid          | 12–0           | Progrès Niedercorn | 5–0      | 7–0      |
| Grasshopper          | 13–3           | Valletta FC        | 8–0      | 5–3      |
| Odense BK            | 3–4            | Lokomotiv Sofia    | 2–2      | 1–2      |
| Köln                 | 5–2            | ÍA                 | 4–1      | 1–1      |
| Juventus FC          | 1–2            | Rangers FC         | 1–0      | 0–2      |
| Fenerbahçe SK        | 3–7            | PSV Eindhoven      | 2–1      | 1–6      |
| Vllaznia Shkodër     | 3–4            | Austria Vídeň      | 2–0      | 1–4      |
| Linfield FC          | 0–1            | Lillestrøm         | 0–0      | 0–1      |
| Omonia               | 2–2 (v)        | Bohemian FC        | 2–1      | 0–1      |
| Partizan             | 2–2 (4–5 pen.) | Dynamo Drážďany    | 2–0      | 0–2      |
| Zbrojovka Brno       | 4–2            | Újpesti Dózsa      | 2–2      | 2–0      |
| Club Brugge KV       | 3–4            | Wisla Krakov       | 2–1      | 1–3      |
| Haka                 | 1–4            | FK Dynamo Kyjev    | 0–1      | 1–3      |
| Malmö FF             | 1–0            | AS Monaco          | 0–0      | 1–0      |

## Druhé kolo
| Domácí v 1. zápase | Celkem  | Hosté v 1. zápase    | 1. zápas | 2. zápas |
| ------------------ | ------- | -------------------- | -------- | -------- |
| AEK Athény         | 2–7     | Nottingham Forest FC | 1–2      | 1–5      |
| Real Madrid        | 3–3 (v) | Grasshopper          | 3–1      | 0–2      |
| Lokomotiv Sofia    | 0–5     | Köln                 | 0–1      | 0–4      |
| Rangers FC         | 3–2     | PSV Eindhoven        | 0–0      | 3–2      |
| Austria Vídeň      | 4–1     | Lillestrøm           | 4–1      | 0–0      |
| Bohemian FC        | 0–6     | Dynamo Drážďany      | 0–0      | 0–6      |
| Zbrojovka Brno     | 3–3 (v) | Wisla Krakov         | 2–2      | 1–1      |
| FK Dynamo Kyjev    | 0–2     | Malmö FF             | 0–0      | 0–2      |

## Čtvrtfinále
| Domácí v 1. zápase   | Celkem | Hosté v 1. zápase | 1. zápas | 2. zápas |
| -------------------- | ------ | ----------------- | -------- | -------- |
| Nottingham Forest FC | 5–2    | Grasshopper       | 4–1      | 1–1      |
| Köln                 | 2–1    | Rangers FC        | 1–0      | 1–1      |
| Austria Vídeň        | 3–2    | Dynamo Drážďany   | 3–1      | 0–1      |
| Wisla Krakov         | 3–5    | Malmö FF          | 2–1      | 1–4      |

## Semifinále
| Domácí v 1. zápase   | Celkem | Hosté v 1. zápase | 1. zápas | 2. zápas |
| -------------------- | ------ | ----------------- | -------- | -------- |
| Nottingham Forest FC | 4–3    | Köln              | 3–3      | 1–0      |
| Austria Vídeň        | 0–1    | Malmö FF          | 0–0      | 0–1      |

## Finále
| 30. května 1979      |        |          |                                                                            |
| Nottingham Forest FC | 1 – 0  | Malmö FF | Olympiastadion, Mnichov diváci: 57 000 rozhodčí: Erich Linemayr (Rakousko) |
| Trevor Francis 45'   | Report |          | Olympiastadion, Mnichov diváci: 57 000 rozhodčí: Erich Linemayr (Rakousko) |

## Vítěz
| Pohár mistrů evropských zemí 1978/79 Nottingham Forest FC (1. titul) Peter Shilton, Viv Anderson, Frank Clark, John McGovern , Larry Lloyd, Kenny Burns, Trevor Francis, Ian Bowyer, Garry Birtles, Tony Woodcock, John Robertson, Chris Woods, David Needham, Martin O'Neill, Archie Gemmill, John O'Hare Trenér: Brian Clough |